# Томиловка (Киевская область)
Томи́ловка (укр. Томилівка) — село, входит в Белоцерковский район Киевской области Украины.
Население по переписи 2001 года составляло 1123 человека. Почтовый индекс — 09172. Телефонный код — 4563. Занимает площадь 19 км². Код КОАТУУ — 3220487201.

## Местный совет
09172, Киевская обл., Белоцерковский р-н, Томиловка, ул. Ленина, 42